# Батохин, Николай Михайлович
Никола́й Миха́йлович Бато́хин (21 ноября 1918, Поддубье, Витебская губерния — 2 ноября 1988) — советский производственный деятель в области сельского хозяйства, Герой Социалистического Труда (1966).

## Биография
Родился 21 ноября 1918 года в деревне Поддубье (ныне — в Себежском районе Псковской области). С 1928 года жил в Кронштадте. С 1934 года работал токарем на Кронштадтском военно-морском заводе. С 1939 года служил в Красной Армии.
Участник Великой Отечественной войны с 22 июня 1941 года. Боевой путь старшина Н. М. Батохин прошёл командиром отделения топографической службы 921-го артиллерийского полка 354-й стрелковой дивизии, в марте 1945 года был тяжело ранен.
С октября 1945 года — на профсоюзной и хозяйственной работе. В 1952 году окончил зоотехнический факультет Загорского заочного сельскохозяйственного техникума, затем — школу директоров в Москве. Работал директором совхоза «Пролетарский» (Кавказский район Краснодарского края).
В течение 35 лет (18.3.1953—1989) руководил опытно-производственным хозяйством «Ладожское» (ныне — ФГУП племзавод «Ладожское») Всесоюзного научно-исследовательского института животноводства, расположенным в Усть-Лабинском районе Краснодарского края.
Возглавляемое им сельскохозяйственное предприятие прославилось на всю страну и далеко за её пределами выращиванием элитных пород свиней и крупного рогатого скота. Соавтор патента России — «Станок для содержания свиней» (1989 год).
За большие достижения в развитии животноводческой отрасли в 1966 году был удостоен звания Героя Социалистического Труда.
Депутат (от Краснодарского края) Верховного Совета РСФСР VII созыва (1967—1971).

### Семья
Жена (с 26.8.1946) — Анна Ивановна Батохина (Бушнина).

## Награды и Звания
- медаль «Серп и Молот» Героя Социалистического Труда (22.5.1966)[5][6]
- три ордена Ленина (22.5.1966, 1971, 1986)[5][6].
- орден Октябрьской революции (1973)[5]
- орден Трудового Красного Знамени (1976)[5]
- орден Красной Звезды (17.09.1944)[11]
- Медаль «В ознаменование 100-летия со дня рождения Владимира Ильича Ленина»
- Медаль  «Двадцать лет Победы в Великой Отечественной войне 1941—1945 гг.»
- Знак «25 лет победы в Великой Отечественной войне»
- Медаль «Тридцать лет Победы в Великой Отечественной войне 1941—1945 гг.»
- Медаль «Ветеран труда»
- Юбилейная медаль «50 лет Вооружённых Сил СССР»
- Юбилейная медаль «60 лет Вооружённых Сил СССР»
- Заслуженный зоотехник РСФСР (1965)[5]

## Память
С 1998 года имя Н. М. Батохина носит улица в посёлке Вимовец.
В 2001 году в совхозе «Ладожский» был установлен памятник Герою Социалистического Труда Н. М. Батохину (скульптор — Н. М. Буртасенков, заслуженный работник культуры Кубани).